# Список станций Ташкентского метрополитена
Это список станций Ташкентского метрополитена — системы линий метрополитена в Ташкенте (Узбекистан).
Первая линия Ташкентского метрополитена была открыта 6 ноября 1977 года и включала в себя 9 станций. В настоящее время метрополитен состоит из 4 действующих линий, включающих 50 станций.
Ниже представлен список станций Ташкентского метрополитена с привязкой к линиям. Для каждой станции указаны нынешнее и прежнее названия, дата открытия, тип станции, а также фотография. Информация о строящихся и проектируемых станциях размещена с привязкой к соответствующим линиям.
| Схема Ташкентского метрополитена |
| -------------------------------- |
|                                  |

## Чиланзарская линия
Первая линия метрополитена была открыта 6 ноября 1977 года. В её составе действуют 17 станций.
| Чиланзарская линия  |                                                                            |                                     |                      | |                                    |             |
| Название станции    | Перевод названия на русский, этимология                                    | Название станции на узбекском языке | Дата открытия        | Прежние названия | Тип станции                        | Вид станции |
| Чинор               | Чинар                                                                      | Chinor                              | 26 декабря 2020 года | Кипчак (проектное) | надземная, крытая, островная       |             |
| Янгихаёт            | Новая жизнь                                                                | Yangihayot                          | 26 декабря 2020 года | Афросиёб (проектное), Эхтиром (проектное) | надземная, крытая, островная       |             |
| Сергели             | Сергели                                                                    | Sergeli                             | 26 декабря 2020 года | | надземная, крытая, островная       |             |
| Узгариш             | Узгарыш (по названию местности)                                            | O'zgarish                           | 26 декабря 2020 года | Тошкент халка йули (Ташкентская кольцевая дорога) (проектное), Турсун-заде (проектное)                                                                | надземная, крытая, островная       |             |
| Чоштепа             | Чаштепа                                                                    | Choshtepa                           | 26 декабря 2020 года | | надземная, крытая, островная       |             |
| Алмазар             | Алмазар (распространённый топоним в Ташкенте, буквально — «Яблоневый сад») | Olmazor                             | 6 ноября 1977 года   | Дустлик (проектное), Сабира Рахимова (до 5 ноября 2010)                                                                                               | колонная, трёхпролётная, островная |             |
| Чиланзар            | Чиланзар (по названию жилого массива, буквально — «Унабиевый сад»)         | Chilonzor                           | 6 ноября 1977 года   | Фархадская (проектное) | односводчатая, островная           |             |
| Мирзо Улугбек       | Мирзы Улугбека                                                             | Mirzo Ulug’bek                      | 6 ноября 1977 года   | Сабира Рахимова (проектное), 50 Лет СССР (до 1 мая 1992)                                                                                              | колонная, трёхпролётная, островная |             |
| Новза               | Новза (по названию местности)                                              | Novza                               | 6 ноября 1977 года   | Мукими (проектное), Хамза (до 16 июня 2015) | односводчатая, островная           |             |
| Миллий бог          | Национальный парк                                                          | Milliy bog’                         | 6 ноября 1977 года   | Парк культуры (проектное), Комсомольская (до 1 мая 1992), Ёшлик (Молодёжная) (с 1 мая 1992 по 10 октября 2005)                                        | колонная, трёхпролётная, островная |             |
| Халклар Дустлиги    | Дружба Народов                                                             | Xalqlar do'stligi                   | 6 ноября 1977 года   | Комсомольская (проектное), Халклар Дустлиги (Дружбы Народов) (до 6 августа 2008), Бунёдкор (Творец) (с 6 августа 2008 по 3 мая 2018)                  | колонная, трёхпролётная, островная |             |
| Пахтакор            | Хлопкороб                                                                  | Paxtakor                            | 6 ноября 1977 года   | нет | колонная, трёхпролётная, островная |             |
| Мустакиллик майдони | Площадь Независимости                                                      | Mustaqillik maydoni                 | 6 ноября 1977 года   | Площадь Ленина (до 1 ноября 1991) | колонная, трёхпролётная, островная |             |
| Амир Темур хиёбони  | Сквер Амира Тимура                                                         | Amir Temur xiyoboni                 | 6 ноября 1977 года   | Сквер Октябрьской революции (проектное), Октябрьской революции (до 1 мая 1992), Марказий хиёбони (Центральный сквер) (с 1 мая 1992 по 1 августа 1993) | колонная, трёхпролётная, островная |             |
| Хамид Алимджан      | Хамида Алимджана                                                           | Hamid Olimjon                       | 18 августа 1980 года | Московская (проектное) | односводчатая, островная           |             |
| Пушкинская          | Пушкинская                                                                 | Pushkin                             | 18 августа 1980 года | Куйбышева (проектное) | колонная, трёхпролётная, островная |             |
| Буюк Ипак Йули      | Великий Шёлковый Путь                                                      | Buyuk Ipak Yo’li                    | 18 августа 1980 года | Тинчлик (проектное), Максим Горький (Максима Горького) (до 1 мая 1997)                                                                                | односводчатая, островная           |             |

## Узбекистанская линия
Вторая линия метрополитена была открыта 8 декабря 1984 года. В её составе действуют 11 станций.
| Узбекистанская линия |                                                                                            |                                     |                     |                                                                             |                                    |             |
| Название станции     | Перевод названия на русский, этимология                                                    | Название станции на узбекском языке | Дата открытия       | Прежние названия                                                            | Тип станции                        | Вид станции |
| Беруни               | Беруни                                                                                     | Beruniy                             | 30 апреля 1991 года | нет                                                                         | односводчатая, островная           |             |
| Тинчлик              | Мир (в смысле спокойствия)                                                                 | Tinchlik                            | 30 апреля 1991 года | Гафура Гуляма (проектное)                                                   | колонная, трёхпролётная, островная |             |
| Чорсу                | Чорсу (по названию исторической местности, буквально с фарси и узбекского — «Четыре воды») | Chorsu                              | 6 ноября 1989 года  | Ахунбабаева (проектное)                                                     | односводчатая, островная           |             |
| Гафура Гуляма        | Гафура Гуляма                                                                              | G’ofur G’ulom                       | 6 ноября 1989 года  | Хадра (проектное)                                                           | колонная, трёхпролётная, островная |             |
| Алишера Навои        | Алишера Навои                                                                              | Alisher Navoiy                      | 8 декабря 1984 года | нет                                                                         | колонная, трёхпролётная, островная |             |
| Узбекистанская       | Узбекистанская                                                                             | O’zbekiston                         | 8 декабря 1984 года | нет                                                                         | односводчатая, островная           |             |
| Космонавтлар         | Космонавтов                                                                                | Kosmonavtlar                        | 8 декабря 1984 года | Проспект Космонавтов (до 1 мая 1992 года)                                   | колонная, трёхпролётная, островная |             |
| Айбек                | Айбека                                                                                     | Oybek                               | 8 декабря 1984 года | нет                                                                         | колонная, трёхпролётная, островная |             |
| Ташкент              | Ташкент                                                                                    | Toshkent                            | 8 декабря 1984 года | нет                                                                         | колонная, трёхпролётная, островная |             |
| Машинасозлар         | Машиностроителей                                                                           | Mashinasozlar                       | 7 ноября 1987 года  | Сельмашская (проектное), Ташсельмаш (до 1 мая 1992)                         | колонная, трёхпролётная, островная |             |
| Дустлик              | Дружба                                                                                     | Do‘stlik                            | 7 ноября 1987 года  | Городок Авиастроителей (проектное), Чкалов (Чкаловская) (до 5 октября 2012) | односводчатая, островная           |             |

## Юнусабадская линия
Третья линия метрополитена была открыта 26 октября 2001 года. В её составе действуют 8 станций и 4 станции находятся на стадии проектирования.
| Юнусабадская линия |                                                                                             |                                     |                      |                                                              |                                    |             |
| Название станции   | Перевод названия на русский, этимология                                                     | Название станции на узбекском языке | Дата открытия        | Прежние (проектируемые) названия                             | Тип станции                        | Вид станции |
| Туркистон          | Туркестан                                                                                   | Turkiston                           | 29 августа 2020 года | Юнусабад (проектное)                                         | колонная, трёхпролётная, островная |             |
| Юнусабад           | Юнусабад                                                                                    | Yunusobod                           | 29 августа 2020 года | Файзулла Ходжаев (проектное)                                 | колонная, двухпролётная, островная |             |
| Шахристан          | Шахристан (по названию местности, буквально — «Городское укрепление»)                       | Shahriston                          | 26 октября 2001 года | Шахристанская (проектное), Хабиб Абдуллаев (до 16 июня 2015) | колонная, двухпролётная, береговая |             |
| Бадамзар           | Бадамзар (по названию местности, буквально — «Миндальный сад»)                              | Bodomzor                            | 26 октября 2001 года | ВДНХ (Выставка Достижений Народного Хозяйства) (проектное)   | односводчатая, островная           |             |
| Минор              | Минор (по названию исторической местности и жилого массива, буквально — «Башня», «Минарет») | Minor                               | 26 октября 2001 года | Имени Кирова (проектное)                                     | колонная, двухпролётная, островная |             |
| Абдулла Кодирий    | Абдуллы Кадыри                                                                              | Abdulla Qodiriy                     | 26 октября 2001 года | Алайский рынок (проектное)                                   | колонная, трёхпролётная, островная |             |
| Юнус Раджаби       | Юнуса Раджаби                                                                               | Yunus Rajabiy                       | 26 октября 2001 года | Первомайская (проектное)                                     | колонная, трёхпролётная, островная |             |
| Минг Урик          | Минг Урик (по названию городища, буквально — «Тысяча урючин»)                               | Ming O’rik                          | 26 октября 2001 года | Лахути (проектное)                                           | колонная, трёхпролётная, островная |             |
| Бобур              | Бабура                                                                                      | Bobur                               | проектируется        | нет                                                          | неизвестно                         |             |
| Тукимачи           | Текстильщики                                                                                | Tuqimachi                           | проектируется        | Текстильщики (проектное)                                     | неизвестно                         |             |
| Усмон Носир        | Усмана Насыра                                                                               | Usmon Nosir                         | проектируется        | нет                                                          | неизвестно                         |             |
| Жанубий            | Южный (по названию железнодорожного вокзала)                                                | Janubiy                             | проектируется        | Южная (проектное)                                            | неизвестно                         |             |

## Линия Тридцатилетия независимости Узбекистана
Четвертая линия метрополитена была открыта 30 августа 2020 года. В её составе действуют 14 станций.
| Линия Тридцатилетия независимости Узбекистана |                                         |                               |                      |                                                           |                              |             |
| Название станции                              | Перевод названия на русский, этимология | Название станции на узбекском | Дата открытия        | Прежние названия                                          | Тип станции                  | Вид станции |
| Технопарк                                     | Технопарк                               | Texnopark                     | 30 августа 2020 года | Дустлик-2 (проектное)                                     | наземная, крытая, береговая  |             |
| Яшнобод                                       | Яшнабад                                 | Yashnobod                     | 30 августа 2020 года | Ахангаран (проектное)                                     | надземная, крытая, островная |             |
| Тузель                                        | Тузель                                  | Tuzel                         | 30 августа 2020 года |                                                           | надземная, крытая, островная |             |
| Олмос                                         | Алмас                                   | Olmos                         | 30 августа 2020 года | Илтифот (проектное)                                       | надземная, крытая, островная |             |
| Рохат                                         | Рахат                                   | Rohat                         | 30 августа 2020 года |                                                           | надземная, крытая, островная |             |
| Янгиобод                                      | Янгиабад                                | Yangiobod                     | 30 августа 2020 года |                                                           | наземная, крытая, островная  |             |
| Куйлюк                                        | Куйлюк                                  | Qo'yliq                       | 30 августа 2020 года |                                                           | наземная, крытая, островная  |             |
| Матонат                                       | Стойкость                               | Matonat                       | 25 апреля 2023 года  | Паралимпия харакати (Паралимпийское движение) (проектное) | надземная, крытая, островная |             |
| Киёт                                          | Киёт                                    | Qiyot                         | 25 апреля 2023 года  | Академик Турсунбой Рашидов (проектное)                    | надземная, крытая, островная |             |
| Толарик                                       | Таларык                                 | Tolariq                       | 25 апреля 2023 года  | Аэропорт (проектное)                                      | надземная, крытая, островная |             |
| Хонобод                                       | Ханабад                                 | Xonobod                       | 25 апреля 2023 года  | Хонободтепа (проектное)                                   | надземная, крытая, островная |             |
| Курувчилар                                    | Строителей                              | Quruvchilar                   | 25 апреля 2023 года  |                                                           | надземная, крытая, островная |             |
| Турон                                         | Туран                                   | Turon                         | 11 марта 2024 года   |                                                           | надземная, крытая, островная |             |
| Кипчак                                        | Кипчак                                  | Qipchoq                       | 11 марта 2024 года   |                                                           | наземная, крытая, островная  |             |

## Пересадочные узлы
В Ташкентском метрополитене действуют пять пересадочных узлов :
«Пахтакор» ↔ «Алишера Навои»
«Амир Темур хиёбони» ↔ «Юнуса Раджаби» 
«Айбек» ↔ «Минг Урик»
«Дустлик» ↔ «Технопарк»
«Чинор» ↔ «Кипчак»